# Ochthebius amami
Ochthebius amami är en skalbaggsart som beskrevs av Hiroyuki Yoshitomi och Satô 2001. Ochthebius amami ingår i släktet Ochthebius och familjen vattenbrynsbaggar. Inga underarter finns listade i Catalogue of Life.